# George Arthur (piłkarz)
George Arthur (ur. 30 czerwca 1968 w Chirze, zm. 14 czerwca 2015) – ghański piłkarz grający na pozycji napastnika. W swojej karierze rozegrał 4 mecze w reprezentacji Ghany.

## Kariera klubowa
Swoją karierę piłkarską Arthur rozpoczął w klubie Brong Ahafo United. W 1982 roku zadebiutował w jego barwach w ghańskiej pierwszej lidze. W 1984 roku przeszedł do Asante Kotoko SC. Grał w nim do 1987 roku i wywalczył z nim dwa mistrzostwa Ghany w sezonach 1986 i 1987 oraz zdobył Puchar Ghany w 1984.
W latach 1989–1990 Arthur grał w niemieckim klubie Wormatia Worms. W 1990 roku wrócił do Brong Ahafo United. W latach 1994–1994 ponownie grał w Asante Kotoko, z którym w sezonie 1992/1993 został mistrzem Ghany. W latach 1994–1997 był zawodnikiem Al-Ahly Kair, z którym wywalczył trzy tytuły mistrza Egiptu z rzędu w sezonach 1994/1995, 1996/1997 i 1997/1998 oraz zdobył Puchar Egiptu w sezonie 1995/1996. W 1997 wrócił do Asante Kotoko. W sezonie 1997/1998 zdobył z nim Puchar Ghany. W 1999 roku zakończył w nim swoją karierę.

## Kariera reprezentacyjna
W reprezentacji Ghany Arthur zadebiutował 7 sierpnia 1988 roku w zremisowanym 0:0 meczu eliminacji do MŚ 1990 z Liberią, rozegranym w Akrze. W 1994 roku został powołany do kadry na Puchar Narodów Afryki 1994. Na tym turnieju zagrał jednym meczu, grupowym z Senegalem (1:0). Od 1988 do 1994 rozegrał w kadrze narodowej 4 mecze.